# ماريا جواو ميرا
ماريا جواو ميرا (بالبرتغالية: Maria João Mira‏) هي كاتبة سيناريو وكاتِبة برتغالية، ولدت في 18 سبتمبر 1959 في لشبونة في البرتغال.

## وصلات خارجية
- ماريا جواو ميرا على موقع IMDb (الإنجليزية)